# Piper J-5
Piper J-5 'Cub Cruiser' là một phiên bản mạnh hơn và lớn hơn của loại Piper J-3 Cub.

## Biến thể
J-5
J-5A
J-5A-80
J-5B
J-5C
J-5CA
J-5CO
J-5D

### Định danh quân sự
YL-14
L-14
AE-1
HE-1
UC-83
L-4F
L-4G

## Tính năng kỹ chiến thuật (J-5)
Dữ liệu lấy từ Peperell, 1987, p. 43
Đặc tính tổng quát
- Kíp lái: 1
- Sức chứa: 2 hành khách
- Chiều dài: 22 ft 6 in (6,86 m)
- Sải cánh: 35 ft 6 in (10,82 m)
- Chiều cao: 6 ft 10 in (2,08 m)
- Trọng lượng rỗng: 830 lb (376 kg)
- Trọng lượng có tải: 1.450 lb (658 kg)
- Động cơ: 1 × Lycoming GO-145-C2 , 75 hp (56 kW)
- Cánh quạt: 2-lá

Hiệu suất bay
- Vận tốc cực đại: 96 mph (154 km/h; 83 kn)
- Vận tốc hành trình: 86 mph (75 kn; 138 km/h)
- Vận tốc tắt ngưỡng: 42 mph (36 kn; 68 km/h)
- Tầm bay: 430 mi (374 nmi; 692 km)
- Trần bay: 10.200 ft (3.109 m)
- Vận tốc lên cao: 460 ft/min (2,3 m/s)